# Norman Catherine
Norman Catherine (* September 1949 in East London, Südafrikanische Union) ist ein zeitgenössischer südafrikanischer Künstler. Seine vielseitige Karriere erstreckt sich über mehr als fünf Jahrzehnte und umfasst Malerei, Skulptur, Druckgrafik sowie Mixed Media.

## Leben
Norman Catherine wurde 1949 in East London geboren. Er ist weitgehend Autodidakt, wobei seine formale Ausbildung hauptsächlich aus einer kurzen Studienzeit an der East London Technical College Art School von 1967 bis 1968 besteht. In den 1980er Jahren lebte Norman Catherine in den USA, vor allem in Los Angeles und New York. Derzeit (2024) lebt er am Hartbeespoort Dam in der Nordwest-Provinz Südafrikas.
Norman Catherines künstlerische Laufbahn begann 1969 mit seiner ersten Einzelausstellung in der Herbert Evans Gallery in Johannesburg, die Ölgemälde auf Holz, Knochen, Draht und eine Vielzahl gefundener Objekte umfasste. Seitdem hat er kontinuierlich neue Werke geschaffen und seinen Stil weiterentwickelt. Hazel Friedman beschreibt seine Entwicklung folgendermaßen:
„Norman Catherines Kunst hat mehrere Metamorphosen durchlaufen, von den makellosen Airbrush-Gemälden der 70er Jahre über die hektischen, rituellen Mixed-Media-Werke der frühen und mittleren 80er Jahre; die Drahtskulpturen und Blechdosenarbeiten der späten 80er Jahre und die primitiv-futuristischen Gemälde der frühen 90er Jahre, die den Samen für seine prä-millennarische Menagerie anthropomorpher Bestien bildeten. In den Jahren seines bisherigen Schaffens hat Catherines visuelle Markenzeichen raukantige, komische und albtraumhafte Formen in grellen Cartoon-Farben umfasst. Seine eigenwillige Vision – eine Kombination aus dunklem Zynismus und überschwänglichem Humor sowie sein innovativer Einsatz alltäglicher Materialien – sichert ihm einen Platz an der Spitze der zeitgenössischen südafrikanischen Kunst.“ (Hazel Friedman, 2013).
Ab 1973 arbeitete Norman Catherine mit dem südafrikanischen Künstler Walter Battiss zusammen, um zur berühmten Fook Island beizutragen, einer von Battiss entworfenen imaginären utopischen Insel. Für Fook Island entwarf Catherine eine eigene Sprache, eine eigene Währung und sogar Briefmarken.

## Stil und Themen
Norman Catherines Kunstwerke umfassen eine Vielzahl von Medien, darunter Malerei, Skulptur, Mixed Media, Druckgrafik, Wandbehänge und Bronze. Sein Werk zeichnet sich durch eine dystopische Vision der sozio-politischen Landschaft aus, die seine Psyche prägt. Themen wie Geschichte, Horror, Kriminalität, Konflikte, Psychosen, Politik und Pathologie dienen als Stimulans für seine kreative Arbeit, die zwischen Makabrem und Komik oszilliert. Seine zynische Sichtweise vermittelt er durch die Gegenüberstellung von dunklen und hellen Empfindungen, die zwischen einem inneren halluzinatorischen Reich und einem wörtlichen Kommentar zur materiellen Welt oszillieren.
Seine Werke sind in öffentlichen und privaten Sammlungen in Südafrika und international vertreten, darunter das Museum of Modern Art (MoMA) und das Brooklyn Museum in New York. 1993 wurde er eingeladen, für den südafrikanischen Pavillon auf der 45. Biennale in Venedig. 2006 präsentierte die Johannesburg Art Gallery (JAG) eine Retrospektive mit dem Titel „Now & Then“.